# Вануатско-китайские отношения
Китайско-вануатские отношения официально начаты 26 марта 1982 года, когда были установлены дипломатические отношения. Китай учредил посольство в Вануату в 1989 году, а Вануату — почетное консульство в Китае в 1999 году, официально ставшее посольством в 2005 году. На сегодня послом Китая в Вануату является Лю Цюань, послом Вануату в Китае бывший министр финансов Вилли Джимми.
Китайское правительство официально считает, что Вануату и Китай «прилагают неустанные усилия и сотрудничают в целях поощрения и дальнейшего укрепления дружбы и сотрудничества на благо народов и наций [двух стран]» и что Китай и Вануату «осуществляют беспрепятственное сотрудничество в экономической, торговой, сельскохозяйственной, туристической, спортивной и других областях».
Со своей стороны, правительство Вануату официально считает, что «между Китаем и Вануату установились динамичные и долгосрочные отношения, основанные на взаимопонимании, дружбе и подлинном сотрудничестве», и что «отношения Вануату с Китаем и приверженность политике „одного Китая“ являются одной из основополагающих основ внешней политики Вануату».
В июне 2009 года посол Вануату в Китае Вилли Джимми предложил «…чтобы Китай прочно обосновался в Тихом океане в Порт-Вила», что, как отмечалось в комментарии Vanuatu Daily Post: «несомненно, вызвало раздражение среди других иностранных дипломатических партнеров».

## Контекст
Для Китайской Народной Республики и Китайской Республики (Тайвань) Океания является ареной для постоянного дипломатического соперничества. Восемь государств Океании признают КНР, а шесть — Тайвань. Эти цифры колеблются по мере того, как Тихоокеанские островные государства пересматривают свою внешнюю политику и иногда меняют дипломатическое признание между Пекином и Тайбэем. В соответствии с политикой «одного Китая» ни одна страна не может поддерживать официальные дипломатические отношения с «обоими Китаями», и этот фактор «или/или» привел к тому, что КНР и Тайвань активно добиваются дипломатических услуг от малых тихоокеанских государств. В 2003 году Китайская Народная Республика объявила о своем намерении укрепить дипломатические связи с форумом тихоокеанских островов (ФТО) и расширить пакет экономической помощи, который она предоставляет этой организации. В то же время делегат КНР Чжоу Вэньчжун добавил: «ФТО следует воздерживаться от любых обменов официального характера или диалогового партнерства в любой форме с Тайванем». В 2006 году премьер-министр Китая Вэнь Цзябао объявил, что КНР увеличит свое экономическое сотрудничество с тихоокеанскими островными государствами. КНР предоставит больше экономической помощи, отменит тарифы на экспорт из наименее развитых стран Тихоокеанского региона, аннулирует задолженность этих стран, распространит бесплатные противомалярийные лекарства и обеспечит подготовку двух тысяч правительственных чиновников и технического персонала тихоокеанских островов. Также в 2006 году Вэнь Цзябао стал первым главой правительства Китая, посетившим тихоокеанские острова, которые Taipei Times назвал «давним дипломатическим полем битвы для Китая и Тайваня». По словам Рона Крокомба, профессора тихоокеанских исследований в Южнотихоокеанского университета, «в Китай было совершено больше визитов министров тихоокеанских островов, чем в любую другую страну».

## Экономические связи
В 2006 году Вануату подписало соглашение об экономическом сотрудничестве с КНР, в соответствии с которым Китай должен был содействовать экономическому развитию партнера и отменить тарифы на импорт из Вануату. КНР также добавила Вануату в список утвержденных туристических направлений для китайских туристов. Министр торговли Вануату Джеймс Буле сказал, что его страна также обратилась к Китаю за помощью «в поставке машин, чтобы мы могли создать в Вануату завод для производства биотоплива».
В 2002 году объём двусторонней торговли этих стран составил 1,294 млн евро, из которых чуть более 1 млн евро было импортировано Вануату из Китая, а свыше 200 000 евро d Китаq из Вануату. Вануату импортирует китайскую одежду, обувь, текстиль, медикаменты, продукты питания и товары легкой промышленности. Китай импортирует в Вануату «растения, которые будут использоваться для уничтожения насекомых и бактерий, а также пуговицы и посевную древесину».
По мнению правительства Вануату, «Китай признан одним из основных партнеров Вануату в области развития».
По данным на 2018 год, на долю Китая приходится около 220 миллионов долларов внешней задолженности Вануату.

## Военные отношения
Согласно сообщениям Fairfax Media, Китай и Вануату ведут переговоры об открытии постоянной военной базы Китая на Вануату. Китай финансирует строительство новой пристани на острове Эспириту-Санто, которая, по мнению австралийских правительственных чиновников, может быть использована для размещения военно-морских судов. Министерство иностранных дел Китая и министр иностранных дел Вануату Ральф Регенвану отвергли эти данные.
В 2017 году Китай передал Вануату четырнадцать военных автомобилей.

## Отношения в области культуры и образования
В июле 2002 года в Вануату выступила акробатическая труппа «Хэбэй», а в июне 2007 года труппа китайского акробатического и народного оркестра.
С 2005 года Центральное телевидение Китая вещает в Вануату. Международное радио Китая доступно слушателям Вануату с 2007 года.
С 1995 года Китай выделяет квоты на стипендии студентам из Вануату для обучения в Китае. В 2007/08 учебном году девять студентов из Вануату получили данные стипендии. В 2008 году двое преподавателей китайского языка отправлены из Китая в Вануату.

## Отношения с Тайванем
С 1982 по 2004 год Вануату последовательно признавало Китайскую Народную Республику. В ноябре 2004 года премьер-министр Серж Вохор на короткое время установил дипломатические отношения с Китайской Республикой (Тайвань). В следующем месяце по этой причине он был смещен с занимаемой должности посредством выражения вотума недоверия. Тем не менее, Вохор остался критиком по его мнению чрезмерного влияния Китая на правительство Вануату.